# دايفيد أ. دودغ
دايفيد أ. دودغ هو اقتصادي كندي، ولد في 8 يونيو 1943 في تورونتو في كندا.